# Girl (2023)
Girl ist ein Filmdrama von Adura Onashile, das im Januar 2023 beim Sundance Film Festival seine Premiere feierte und Ende November 2023 im Vereinigten Königreich in die Kinos kam. 

## Handlung
Das Mutter-Tochter-Duo Grace und Ama hat eine tiefe Bindung aufgebaut, die sie vor Außenstehenden schützt, aber als sie in Glasgow neu anfangen, wo Grace als Reinigungskraft in einem Einkaufszentrum arbeitet, beginnen sich die Dinge zu ändern. Amas aufkeimende Pubertät und Neugier wecken Erinnerungen an eine Vergangenheit, vor der die 24-jährige Grace weggelaufen ist. Grace hat ein Mantra das lautet „Wir können niemandem vertrauen“, und ihre Paranoia wird durch häufige Besuche einer mitfühlenden Sozialarbeiterin geschürt, die sich Sorgen um Ama macht, weil sie nur unregelmäßig die Schule besucht.
Grace würde es vorziehen, dass sie und ihre Tochter das Haus niemals verlassen müssen und niemand von ihnen weiß. Ihr Wunsch nach einem Leben in Anonymität wird jedoch zunichtegemacht, als in einem Wohnblock auf der anderen Straßenseite ein Feuer ausbricht. Die in diesem lebende Fiona, die in Amas Alter ist und in derselben Schule geht, werden infolge des Brandes Freundinnen.

## Produktion

### Regie und Drehbuch
Regie führte Adura Onashile, die auch das Drehbuch schrieb. Bei Girl handelt es sich um das Spielfilmdebüt der in Glasgow lebenden Onashile, die im Jahr 2021 von Screen International zu einem der „Stars of Tomorrow“ ernannt wurde. In diesem Jahr hatte sie auch am National Theatre of Scotland das von ihr geschriebene Stück Ghosts inszeniert.

### Besetzung und Dreharbeiten

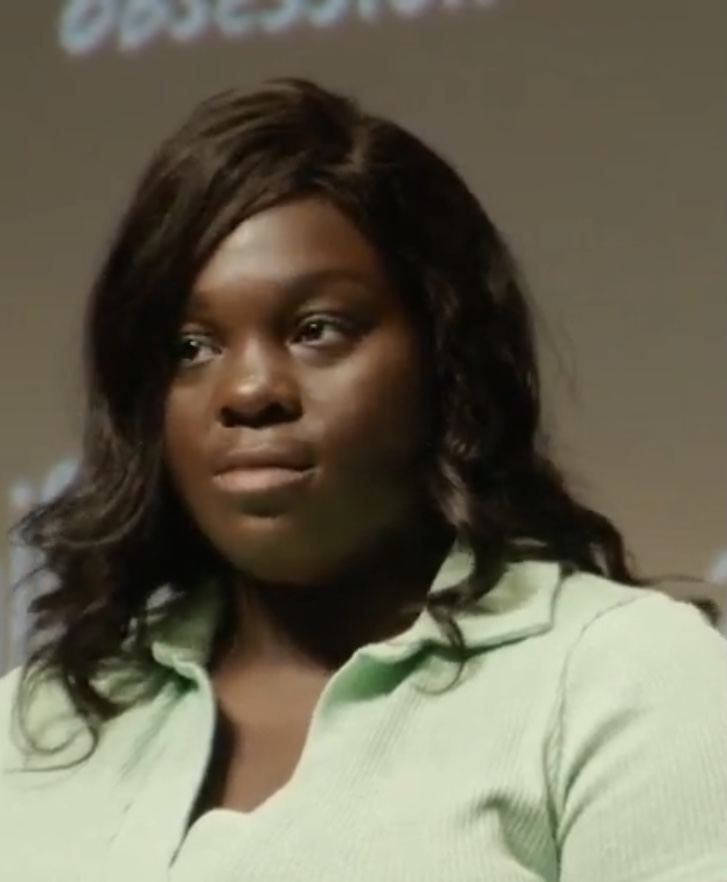
Déborah Lukumuena spielt die Mutter Grace

Déborah Lukumuena spielt in der Hauptrolle die Mutter Grace. Es handelt sich um das englischsprachige Debüt der französischen Schauspielerin, die vor allem für ihre Rolle in Houda Benyaminas Divines bekannt ist für die sie 2017 den César als beste Nebendarstellerin gewann. Die Newcomerin Le’shantey Bonsu spielt ihre Tochter Ama und Liana Turner die Nachbarstochter Fiona.
Die Dreharbeiten fanden ab Sommer 2021 in Glasgow statt und wurden im Oktober 2021 beendet. Als Kamerafrau fungierte Tasha Back, die zuletzt unter anderem für Yesterday von Danny Boyle in dieser Funktion tätig war.

### Veröffentlichung
Der Film feierte am 23. Januar 2023 beim Sundance Film Festival seine Premiere. Zuvor sicherte sich New Europe Film Sales die weltweiten Rechte am Film. Ende Januar, Anfang Februar 2023 wurde der Film beim Göteborg International Film Festival gezeigt. Am 1. März 2023 eröffnete Girl das Glasgow Film Festival. Im Juni 2023 wurde er beim Nantucket Film Festival vorgestellt und im Juli 2023 beim Galway Film Fleadh. Im Oktober 2023 wurde er beim London Film Festival gezeigt. Im November 2023 wurde er beim Wiesbadener Exground Filmfest vorgestellt. Am 24. November 2023 kam er im Vereinigten Königreich in ausgewählte Kinos.

## Rezeption

### Kritiken
Von den bei Rotten Tomatoes aufgeführten Kritiken sind 96 Prozent positiv bei einer durchschnittlichen Bewertung mit 7,6 von 10 möglichen Punkten.
Jonathan Romney von screendaily.com schreibt, auch wenn sich die Dramaturgie etwas unausgegoren anfühle und die Erzählung an Dynamik verliere, sei der Film in visueller Hinsicht von hypnotischer Qualität, selbst wenn Adura Onashile mit der Symbolik in der Bildsprache gelegentliche übertreibe. Die Leistung von Déborah Lukumuena sei Welten entfernt von ihren komödiantischen Rollen, in denen sie zuvor zu sehen war. Sie spiele Grace überwiegend in einem Modus ständiger Wachsamkeit und zunehmenden Unbehagens. Ihre Körperlichkeit lasse sie wie eine Frau wirken, die die Last der ganzen Welt und ihrer eigenen Vergangenheit auf den Schultern trägt. Gemeinsam mit der Kamerafrau Tasha Back und der Designerin Soraya Gilanni Viljoen habe Onashile eine Welt erschaffen, die sich sowohl in sich geschlossen als auch äußerst detailreich anfühle. Die elegante Filmmusik von Ré Olunugas, die neben Streichern auch auf einen Chor zurückgriff, steigerten den lyrischen Impressionismus mit manchmal zarter, manchmal subtil verstörender Wirkung.

### Auszeichnungen
BAFTA Scotland Awards 2024
- Nominierung als Bester Spielfilm
- Nominierung für die Beste Regie (Adura Onashile)[16]

British Independent Film Awards 2023
- Nominierung als Beste Nachwuchsdarstellerin (Le’shantey Bonsu)
- Nominierung für die Beste Filmmusik (Ré Olunuga)

Göteborg International Film Festival 2023
- Nominierung im Ingmar Bergman Competition[8]

Internationales Filmfest Emden-Norderney 2023
- Nominierung für den Bernhard-Wicki-Preis[17]

London Critics’ Circle Film Awards 2024
- Nominierung als Beste britische Nachwuchsdarstellerin (Le’shantey Bonsu)[18]

Sundance Film Festival 2023
- Nominierung im World Cinema Dramatic Competition